# Hermann Hirsch (Industrieller)

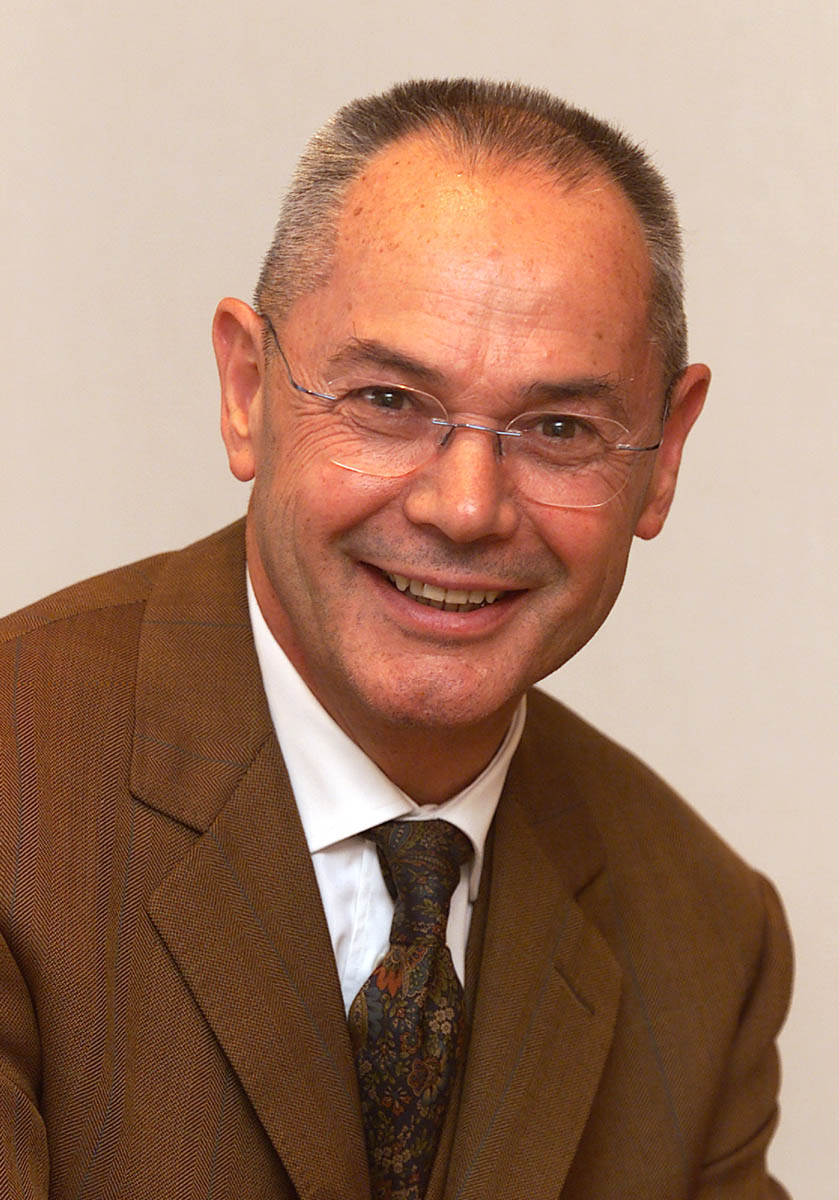
Hermann Hirsch

Hermann Hirsch (* 10. Juni 1937 in Niederösterreich) ist ein österreichischer Unternehmer. Er ist Sohn von Hans Hirsch.

## Leben und Beruf
Hermann Hirsch absolvierte eine Taschnerlehre bei der Firma Pecenka in Klagenfurt, die er 1959 mit der Meisterprüfung als Lederwarengalanterist und Täschner abschloss. Mit 20 Jahren trat er in den elterlichen Betrieb (Hans Hirsch und Söhne OHG; heute Hirsch Armbänder GmbH) in Klagenfurt, Österreich, ein. Im Jahr 1967 übernahm Hermann Hirsch die Geschäftsführung der Firma Hans Hirsch und Söhne OHG mit 130 Mitarbeitern.
In den folgenden Jahrzehnten expandierte das Unternehmen weiter, der internationale Vertrieb wurde aufgebaut. 1990 wurde das 100-millionste Armband für Uhren produziert und das Unternehmen beschäftigte 640 Mitarbeiter.
Im Jahr 2000 übernahm der älteste Sohn Robert Hirsch die Geschäftsführung des Unternehmens, das dieser seinem Vater im Jahr 2005 – der Familientradition folgend – schließlich abkaufte.
Hermann Hirsch war fünf Jahre lang Präsident der Kärntner Industriellenvereinigung, Vizepräsident der Wirtschaftskammer Kärnten und Vorstandsmitglied der Österreichischen Industriellenvereinigung.

## Erfindungen und Patente
- 1961 Hirsch Verkaufsautomat
- 1981 HIRSCH No Allergy Concept
- 1992 HIA (HIRSCH Integrated Attachment)

## Auszeichnungen

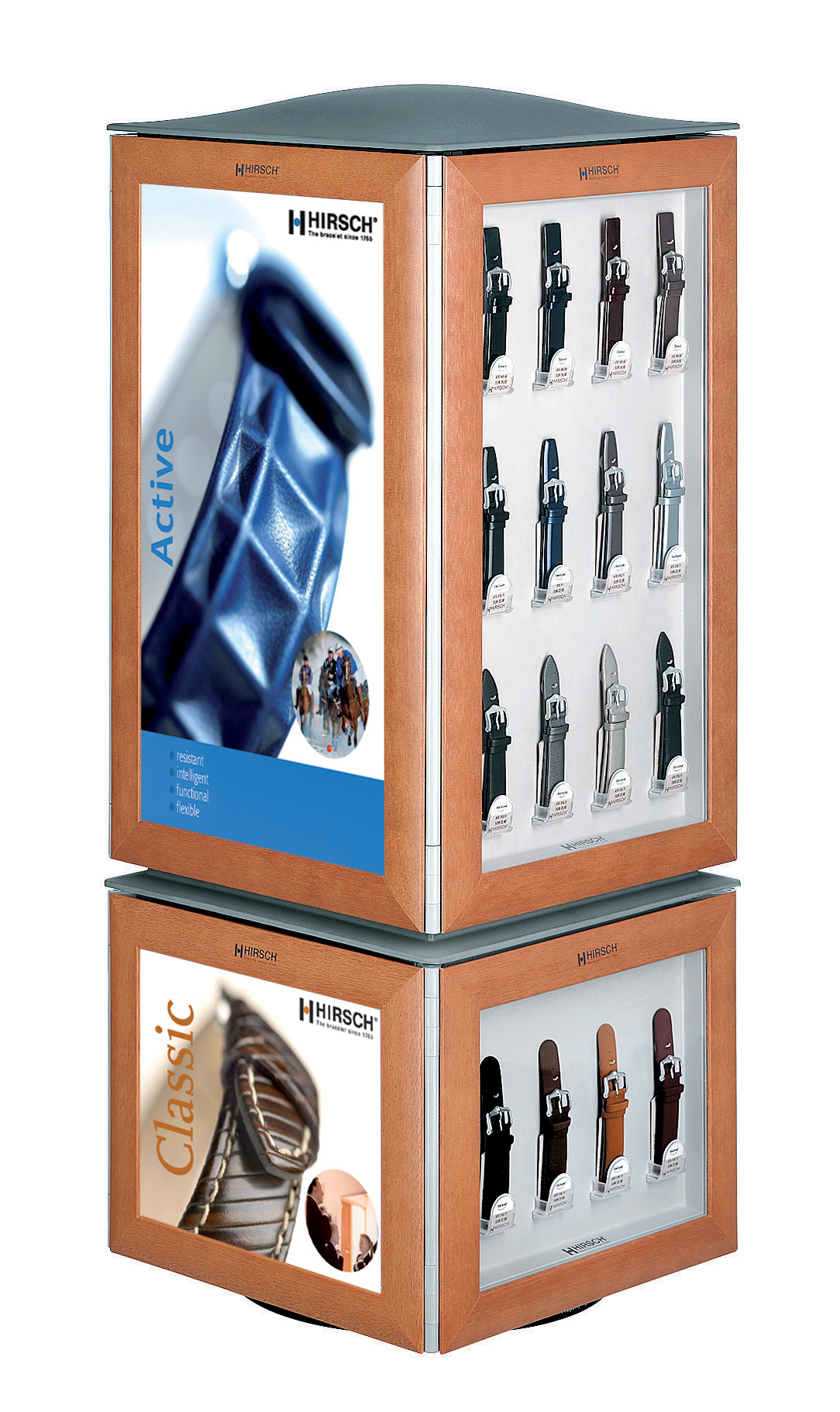
Verkaufsdisplay Corniche (Matteo Thun)

- 1965 Europäischer Design Award (für das mit dem italienischen Designer Matteo Thun entwickelte Verkaufsdisplay Corniche)
- 1990 Verleihung des Titels Kommerzialrat
- 1995 Goldenes Ehrenzeichen des Landes Kärnten
- 1997 Großes Silbernes Ehrenzeichen für Verdienste um die Republik Österreich[1]
- 2002 Kärntner Landesorden in Silber
- seit 2008 Ehrensenator der Alpen-Adria-Universität Klagenfurt
- seit 1986 Honorarkonsul der Republik Frankreich in Kärnten